# Manue bolonaise
Pour plus de détails, voir Fiche technique et Distribution.
Manue bolonaise est un moyen métrage français réalisé par Sophie Letourneur et sorti en 2006.

## Fiche technique
- Titre : Manue bolonaise
- Réalisation : Sophie Letourneur
- Scénario : Sophie Letourneur
- Photographie : Nicolas Duchêne
- Son : Antoine Corbin, Nicolas Paturle et Manuel Maury
- Montage : Michel Klochendler
- Musique : Maxence Cyrin, Loan Rathier et Fred Theze
- Production : Ecce Films
- Distribution : Contre Allée Distribution
- Pays :  France
- Durée : 45 minutes
- Date de sortie : France - mai 2006 (présentation au Festival de Cannes)

## Distribution
- Louise Husson
- Juliette Wowkonowicz

## Distinctions
- Festival de Cannes 2006 (sélection de la Quinzaine des réalisateurs)[1]
- Festival du cinéma de Brive 2006[2] : prix spécial du jury